# 湾岸協力会議特許庁
湾岸協力会議特許庁（わんがんきょうりょくかいぎとっきょちょう、阿: مكتب براءات الاختراع لمجلس التعاون لدول الخليج العربية、英: The Patent Office for the Cooperation Council for the Arab States of the Gulf, GCC Patent Office, GCCPO）は、湾岸協力会議の加盟国であるペルシア湾岸のアラブ首長国連邦、バーレーン、クウェート、オマーン、カタール、サウジアラビアの6か国によって設立された地域特許庁である。

## 概要
1992年9月21日から22日にアブダビで開かれた湾岸協力会議首脳会議で承認された湾岸協力会議特許規則（GCC Patent Regulation）及び湾岸協力会議特許庁憲章（Statute of the GCC Patent Office）に基づいて設立され、1993年10月3日に受付業務を開始した。本部はサウジアラビアのリヤド（ただし、同地にあるサウジアラビアの特許庁とは別の組織である）。
出願及び手続は、湾岸協力会議特許庁に対してアラビア語で行われる。GCC特許を域内の国内出願と併存させることはできず、国内出願はGCC特許出願から90日以内に放棄しなければならない。湾岸協力会議特許庁が発行した特許は、加盟国6か国すべてで効力を有する。